# Alfred Semrau
Alfred Semrau (ur. 24 kwietnia 1882 w Kwidzynie, zm. 18 lipca 1947 w Greifswald), niemiecki teolog i polityk.
W latach 1923–1928 był deputowanym do gdańskiego parlamentu, a w latach 1926-1928 był prezydentem Volkstagu. W 1931 roku wyjechał do Szczecina, gdzie objął parafię Świętego Piotra i Pawła, został superintendentem luterańskim i zasiadał w Konsystorzu Kościoła. Był członkiem pronazistowskiego ruchu Niemieccy Chrześcijanie. Po zakończeniu II wojny światowej, gdy Szczecin znalazł się w granicach Polski, Semrau przeszedł oficjalnie na emeryturę.